# Ленсина, Сантьяго
Сантьяго Хавьер Ленсина (исп. Santiago Javier Lencina; род. 4 сентября 2005 года в Корсуэле, Аргентина) — аргентинский футболист, полузащитник клуба «Ривер Плейт».

## Клубная карьера
Сантьяго начинал карьеру в «Корсуэле». В 2018 году он впечатлил своей игрой на юниорском региональном турнире скаутов клуба «Ривер Плейт» и согласился войти в систему этой команды. 4 августа 2024 года Сантьяго дебютировал за «Ривер Плейт», заменив Пабло Солари на 84-й минуте матча чемпионата Аргентины против «Унион Санта Фе». Это была единственная игра полузащитника в его первом сезоне на взрослом уровне. В сезоне 2024/25 он провёл 1 игру национального первенства и 1 встречу в рамках Кубка Аргентины. Летом 2025 года Сантьяго попал в заявку своего клуба на клубный чемпионат мира, однако не провёл на этом турнире ни одного матча.

## Международная карьера
В составе молодёжной сборной Аргентины Сантьяго дебютировал 6 сентября 2024 года, целиком отыграв товарищескую встречу с молодёжной сборной Парагвая. Всего полузащитник принял участие в 3 международных матчах за эту сборную.